# Méthodes mathématiques en physique
Les méthodes mathématiques en physique sont assez nombreuses et se traduisent par différentes applications : 
- résolution analytique d'équations différentielles et d'équations aux dérivées partielles (lois de Fick, série de Fourier) ;
- résolution numérique d'équations différentielles et d'équations aux dérivées partielles ;
- statistiques (fatigue des matériaux, estimation de durée de vie, validation de résultats) ;
- modélisation de phénomènes (codes de calcul, logiciels, langage de programmation).

La physique moderne a posé des problèmes pour lesquels les mathématiciens ont élaboré des instruments théoriques comme la mesure ou la théorie des distributions, destinées à traiter rigoureusement des instruments comme la fonction de Dirac.

## Enseignement
« Mettre en œuvre des méthodes mathématiques dans le contexte d’un problème de physique ou chimie suppose une connaissance des concepts mathématiques associés ». L'enseignement universitaire de ces disciplines comprend souvent des modules destinés à l'acquisition de ces méthodes et de leurs concepts.